# 안수민
안수민(1991년 6월 26일 ~ )은 대한민국의 래퍼이다.